# Калинников, Илья Владимирович
Илья́ Влади́мирович Кали́нников (при рождении Тара́сов; 28 мая 1973, Орехово-Зуево, Московская область, СССР — 25 июня 2019, Москва, Россия) — советский и российский музыкант, певец. Создатель и лидер поп-рок-группы «Високосный год», которую основал в 1988 году в подмосковном городе Фрязино. Является автором наиболее известных песен группы — «Тихий огонёк», «Метро» и «Лучшая песня о любви».

## Биография
Илья Тарасов родился 28 мая 1973 года в Орехово-Зуеве Московской области. Позже переехал с семьёй в подмосковный город Фрязино, где учился в школе № 2, а затем - в техникуме электронных приборов. В молодом возрасте Илья сменил фамилию «Тарасов» на «Калинников».  
Классического музыкального образования Калинников не имел. По собственному признанию, исполнял музыку с ориентировкой на то, чтобы деятельность нравилась себе самому.

### Музыкальная деятельность
В 1988 году основал поп-рок-группу «Високосный год», лидером которой он был вплоть до своей смерти. Название группе дала недописанная песня Калинникова. В первый состав вошли ученики школы № 4 города Фрязино, одноклассники — Павел Серяков, Илья Сосницкий.
Вплоть до 1993 года группа не имела практически никакого развития, и только к 1995 году опеку над «Високосным годом» взял советский и российский музыкант Александр Кутиков. За время опеки были написаны и записаны основные композиции, сделавшие группе имя — «Лучшая песня о любви», «Тихий огонёк», «Флеккефьорд», «Шестой день осени» и другие.
В 2000 году группа выпускает дебютный альбом «Который возвращается», ставший единственным официально выпущенным альбомом за всю историю существования группы. До данной работы у коллектива было записано несколько магнитоальбомов, но они так и не были выпущены официально.
В 2002 году Илье Калинникову была вручена «Золотая звезда Авторадио». Параллельно работе с группой был автором музыки к фильму «Всё, что ты любишь…». Впоследствии под впечатлением от работы над фильмом Калинников написал песню «Кино».
В 2014 году вместе с группой единственный раз выступил на рок-фестивале «Нашествие».

### Смерть
25 июня 2019 года Илья Калинников скончался от сердечной недостаточности в одной из больниц Москвы на 47-м году жизни. О его смерти сообщил директор группы Алексей Кан. По просьбе семьи, похороны прошли в закрытом режиме, а место захоронения осталось в тайне.
Похоронен во Фрязино Московской области на Новофрязинском городском кладбище.

## Личная жизнь
Жена — Светлана Абашкина, медик по образованию. Она принимала участие в создании дизайна обложки альбома группы «Високосный год» — «Который возвращается». Дочери — Александра и Мария.